# Lady Sunshine
「Lady Sunshine」（レディ・サンシャイン）は、杏里12枚目のシングル。1983年6月5日発売。発売元はフォーライフ・レコード。

## 解説
- 5thアルバム『Bi・Ki・Ni』と同時発売。

## 収録曲
全作詞・作曲・編曲：角松敏生、ブラスアレンジ：佐藤準

### SIDE A
1. Lady Sunshine  –  (3'39")

### SIDE B
1. September Walkin'  –  (3'49")

## 関連作品
- Bi・Ki・Ni